# André Mangeot
Pour les articles homonymes, voir Mangeot.
André Louis Mangeot, né le 25 août 1883 à Paris et mort le 11 septembre 1970 à Londres, est un violoniste et imprésario anglais d’origine française. 

## Biographie
Il est le fils du facteur de pianos Edouard Mangeot et le frère d'Auguste Mangeot, cofondateur de l'École Normale de Musique. Diplômé du Conservatoire de Paris, il est l'élève de Martin-Pierre Marsick. À partir de 1908, il joue dans des orchestres anglais, notamment le Covent Garden Orchestra et le Queens Hall Orchestra de Henry Wood. Finalement installé au Royaume-Uni après la Première Guerre mondiale, il obtient la nationalité britannique. Il y dirige alors des quatuors à cordes et autres types d'ensembles de chambre, qui interprètent les compositeurs les plus récents. En 1925, il joue avec le Quatuor International. En 1932, il fait partie de la première représentation, au Royaume-Uni, du quatuor à cordes de Gabriel Fauré.  Gramophone publie une critique enthousiaste pour la première britannique de Serenade d'Alfredo Casella exécutée sous la direction de Mangeot. Il publie lui-même sur ce sujet. Dans les années 1930, il joue en duo avec Benjamin Britten. Il a employé comme secrétaire l'écrivain Christopher Isherwood.
Ses enregistrements comprennent la sonate pour violon et piano de Claude Debussy avec Lyell Barbour et le quintette pour piano ’’La Truite’’ de Franz Schubert avec la participation de Wilhelm Backhaus. 
Il forme en 1948 le André Mangeot Quartet, avec Antonia Booth, Maxwell Ward et Joan Dickson, puis il enseigne à l'Université d'Oxford et à l'Université de Cambridge en 1953, où il écrit un manuel scolaire intitulé Technique de violon : conseils pour les artistes et les enseignants. Il édite aussi des écrits d'Henry Purcell et traduit du français vers l'anglais Conversations with Pablo Casals en 1956.